# Braves d'Atlanta
Pour les articles homonymes, voir Brave.
 Saison 2025 des Braves d'Atlanta
Les Braves d'Atlanta (Atlanta Braves en anglais) sont une franchise de baseball de la Ligue majeure de baseball située à Atlanta. Fondée à Boston en 1871, cette franchise déménage à Milwaukee en 1953 avant de rejoindre Atlanta en 1966. Les Braves sont la seule équipe (franchise) de la MLB à avoir gagné le titre dans trois villes différentes : à Boston (1914), à Milwaukee (1957) et à Atlanta (1995 et 2021).
La franchise a été l'une des plus victorieuses de la MLB de 1991 à 2005 en remportant 14 titres de division, 5 titres de Ligue Nationale et 1 Série mondiale. Lors de la saison 2010, les Braves terminent en deuxième place de la division Est de la Ligue nationale avec 91 victoires contre 71 défaites et se qualifient comme meilleur deuxième pour les séries d'après-saison. 
Le 15 juillet 2011, les Braves deviennent la troisième franchise de l'histoire du baseball majeur à remporter 10 000 victoires, rejoignant les Giants et les Cubs.

## Palmarès
- Championnat de Série mondiale (World Series) (4) : 1914, 1957, 1995, 2021.
- Champion de la Ligue nationale (18) : 1877, 1878, 1883, 1891, 1892, 1893, 1897, 1898, 1914, 1948, 1957, 1958, 1991, 1992, 1995, 1996, 1999, 2021.
- Titres de division (21) : 1969, 1982, 1991, 1992, 1993, 1995, 1996, 1997, 1998, 1999, 2000, 2001, 2002, 2003, 2004, 2005, 2013, 2018, 2019, 2020, 2021.
- Meilleur deuxième (2) : 2010, 2012.
- Champion de la National Association (4): 1872, 1873, 1874, 1875.

## Histoire

### Braves de Boston (1871-1952)

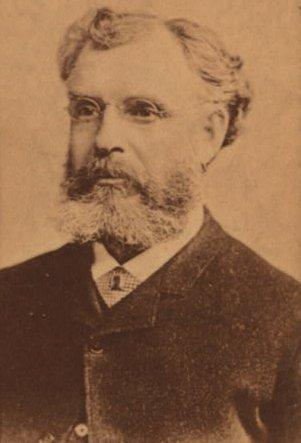
Harry Wright

Fondé en 1871 sous le nom de Boston Red Stockings (1871-1882), la franchise cofonde la National Association of Professional Base Ball Players la même année. Sous la conduite d'Harry Wright comme entraîneur-joueur, elle remporte quatre des cinq titres disputés par cette ligue. Boston passe ensuite à la Ligue nationale à sa création en 1876. Elle ne changera plus jamais de ligue. En revanche, la franchise connait plusieurs modifications de sa dénomination : Boston Beaneaters (1883-1906), Boston Doves (1907-1910), Boston Rustlers (1911), Boston Braves (1912-1935), Boston Bees (1936-1940) puis Boston Braves (1941-1952). De plus, la franchise était couramment surnommée Boston Red Caps de la fin des années 1880 à la fin des années 1890.
Entre 1877 et 1898, Boston remporte huit fanions de champion de la Ligue nationale. Après le rapprochement entre la Ligue nationale et la Ligue américaine, les Red Sox s'affirment comme la franchise la plus efficace à Boston. En 1914, pourtant, les Braves accrochent le fanion et la victoire en Série mondiale. Ils s'imposent par quatre victoires à zéro face aux Athletics de Philadelphie. Ce titre est une totale surprise après un début de saison poussif : 4 victoires contre 18 défaites.
Après être resté en course pour le titre en 1915 et 1916, les résultats deviennent ensuite décevants. Emil Fuchs achète la franchise en 1923 et signe son ami Christy Mathewson. Ce dernier meurt en 1925. Fuchs tente de mettre en place une belle équipe, et engage en 1930 le manager Bill McKechnie. Sous la houlette de McKechnie, les résultats s'améliorent à partir de 1933. Durement touché par la grande dépression, Fuchs n'a plus les moyens financiers de ses ambitions. Il engage toutefois Babe Ruth en 1935 avec le titre de vice-président afin d'attirer au stade le public. Ruth ne reste pas longtemps sous les couleurs, et la moyenne de spectateurs plonge à 3103.

Logo de 1929 à 1935

Fuchs est contraint de vendre la franchise un mois après le départ de Ruth. En août 1935, les nouveaux propriétaires tentent de changer l'image du club en le rebaptisant Boston Bees. Après cinq saisons décevantes, la franchise est achetée par Lou Perini qui revient au nom de Boston Braves. Le public est toujours aussi rare (entre 2676 et 5070 spectateurs en moyenne par match jusqu'en 1944 tandis que les résultats sportifs sont catastrophiques malgré les efforts de Perini.
La guerre achevée, la franchise retrouve un public avec 19 151 spectateurs de moyenne en 1948 ; record de la franchise pulvérisé. Le lanceur Warren Spahn devient l'emblème sportif de la franchise qui parvient pour la première fois depuis 1914 à remporter le fanion de la Ligue nationale avec 91 victoires pour 62 défaites. Lors des séries mondiales 1948, les Braves s'inclinent face aux Indians de Cleveland en six matches.
Les résultats sont ensuite décevants et le public devient rare : 3653 spectateurs de moyenne en 1953. Perini est contraint de faire déménager la franchise à la recherche d'un public plus fidèle. Il en fait l'annonce le 13 mars 1953 : destination Milwaukee. Ce 13 mars est surnommé « Black Friday » à Boston. Le déménagement a lieu le 18 mars 1953.

### Braves de Milwaukee (1953-1965)

Logo (1957-66)

La franchise est localisée à Milwaukee de 1953 à 1965 et débutent en signant une saison avec 92 victoires pour 62 défaites drainant 1,8 million de spectateurs au Milwaukee County Stadium.
Les Braves gagnent deux fanions de champion de la Ligue nationale en 1957 et 1958 ainsi qu'une victoire en Série mondiale en 1957 en s'imposant face aux Yankees de New York en sept matches.
Lors de leur séjour à Milwaukee, les Braves n'ont signé que des saisons positives, soit treize consécutives.

### Atlanta Braves (depuis 1966)
Les Braves arrivent à Atlanta en 1966. C'est une conséquence de la vente de la franchise en 1962 à un groupe d'investisseurs originaires de Chicago. Le déménagement des Braves était programmé en 1965, mais des actions en justice retardèrent d'un an ce transfert.
Les Braves ont la particularité de détenir le record de titres de division consécutifs avec 14 titres d'affilée de 1991 à 2005, en omettant la saison 1994 qui fut interrompue par une grève des joueurs. Au cours de cette saison, aucun titre de division ne fut officiellement décerné. Cette série incroyable est unique dans l'histoire des quatre grandes ligues majeures professionnelles du continent nord-américain, qui sont la MLB, la NBA (basket-ball), la NFL (football américain) et la LNH (hockey sur glace).
Pourtant, les Braves n'ont gagné la Série mondiale qu'une seule fois au cours de cette période faste, en 1995, en battant les Cleveland Indians en six matchs. Certes, ils ont atteint quatre autres finales dans ces 14 années de domination, mais à chaque fois, ils ont été battus: par les Minnesota Twins en 1991, par les Toronto Blue Jays en 1992, enfin par les New York Yankees en 1996 et 1999.
Atlanta bâtissait alors son succès sur d'excellents lanceurs comme Greg Maddux, Tom Glavine, John Smoltz et Steve Avery. Aujourd'hui, les autres vedettes sont les lanceurs Tim Hudson, Derek Lowe, le receveur Brian McCann, le 3e but Chipper Jones et le voltigeur recrue Jason Heyward.
Actuellement, le domicile des Braves est le Turner Field, où ils ont emménagé en 1997. Ce stade peut accueillir 50 096 spectateurs pour les matchs de baseball. Auparavant, de 1966 à 1996, les Braves jouaient au Atlanta-Fulton County Stadium (52 769 spectateurs en configuration baseball).
Le groupe propriétaire Time Warner, qui avait acheté la franchise en 1996 annonce en décembre 2005, qu'il souhaite vendre les Braves. Après une année de négociations, le groupe Liberty Media achète la franchise. Cette cession est autorisée par la MLB le 16 mai 2007.
En 2010, les Braves terminent en deuxième place de la division Est de la Ligue nationale avec un dossier de 91 victoires contre 71 défaites et se qualifient comme meilleur deuxième pour les séries éliminatoires. La saison s'achève en série de Division face aux Giants de San Francisco (1-3). Bobby Cox quitte son poste de manager et est remplacé par Fredi González.

## Stades

### Boston

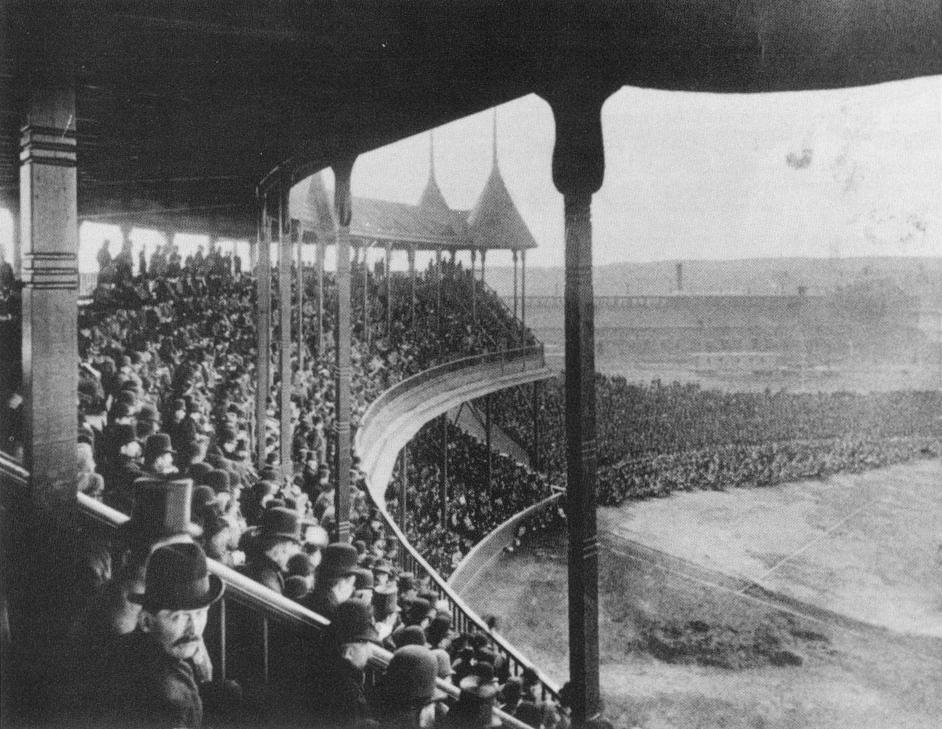
South End Grounds vers 1888

À Boston, le club évolue d'abord au South End Grounds du 16 mai 1871 au 15 mai 1894. L'enceinte compte 3000 places jusqu'à l'agrandissement de 1887-1888 portant la capacité à 6800 places. Le stade est entièrement détruit par un incendie qui éclate pendant un match. Le club joue deux mois au Congress Street Grounds (16 500 places) avant de retrouver le South End Grounds, reconstruit. Ce stade compte 5000 places, puis 6800 (1895), 10 000 (1908) et 11 000 (1912). Les Braves utilisent occasionnellement Fenway Park en 1913 (2 matchs) puis 1914 (4 matchs) avant de s'y installer provisoirement d'avril à juillet 1915 dans l'attente de la fin du chantier du Braves Field. Ce stade est inauguré le 18 août 1915. Contrairement à Fenway Park, Braves Field a l'avantage de ne pas être concerné par la loi d'interdiction de jouer des matchs le dimanche à moins de 1000 pieds d'une église (1929-1932). De plus, il offre une capacité de 40 000 places dès 1915. C'est le premier stade de baseball à atteindre cette marque. Cette capacité est portée à 46 000 places en 1928, puis elle fluctue entre 36 706 et 45 000 places par la suite.

### Milwaukee
À Milwaukee, le club s'installe au Milwaukee County Stadium de 1953 à 1965 (43 091 places en 1954 - 44 091 places en 1965).

### Atlanta
À Atlanta, l'Atlanta-Fulton County Stadium est utilisé par les Braves de 1966 à 1996. La capacité de l'enceinte varie de 50 893 à 52 785 places selon les saisons. Après les Jeux olympiques d'été de 1996, le Centennial Olympic Stadium est converti en stade de baseball : Turner Field.
Les Braves quittent le Turner Field et déménagent en 2017 au Truist Park, un stade dont la construction débute en septembre 2014 dans la région d'Atlanta. C'est dans ce stade qu'auront lieu le match des étoiles de 2021.

### Ligue des pamplemousses
Le 25 septembre 2017, les Braves d'Atlanta annoncent quitter l'ESPN Wide World of Sports Complex après la saison 2018, les entraînements de printemps s'y déroulaient depuis 20 ans. Le 31 janvier 2018, les Braves d'Atlanta repoussent leur départ de Disney World après le printemps 2019 en raison d'un retard dans la livraison de leur nouveau centre d'entraînement de printemps à North Port,. Les Braves emménagent au CoolToday Park qui remplace le Champion Stadium en 2019 avec une victoire sur les Rays (4-2).

## Trophées et honneurs individuels

### Braves auHall of Fame

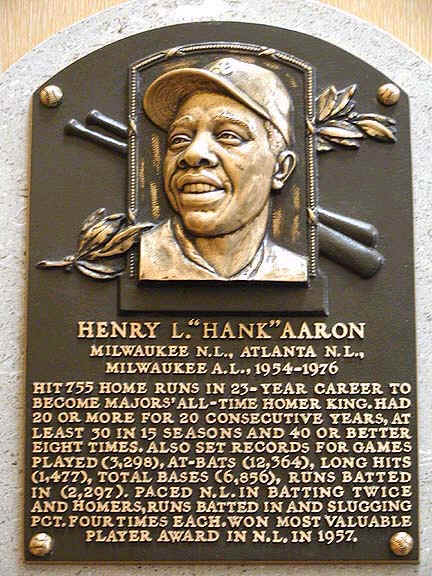
Plaque commémorative en l'honneur d'Hank Aaron au Hall of Fame

Boston
- Earl Averill
- Dave Bancroft
- Dan Brouthers
- John Clarkson
- Jimmy Collins
- Hugh Duffy
- Johnny Evers
- Burleigh Grimes
- Billy Hamilton
- Billy Herman
- Rogers Hornsby
- Joe Kelley
- King Kelly
- Ernie Lombardi
- Al Lopez
- Rabbit Maranville
- Rube Marquard
- Eddie Mathews
- Tommy McCarthy
- Bill McKechnie
- Joe Medwick
- Kid Nichols
- Jim O'Rourke
- Charles Radbourn
- Babe Ruth
- Al Simmons
- George Sisler
- Billy Southworth
- Warren Spahn
- Albert Spalding
- Casey Stengel
- Ed Walsh
- Lloyd Waner
- Paul Waner
- Vic Willis
- George Wright
- Harry Wright
- Cy Young

Milwaukee
- Hank Aaron
- Eddie Mathews
- Phil Niekro
- Red Schoendienst
- Enos Slaughter
- Warren Spahn

Atlanta
- Hank Aaron
- Orlando Cepeda
- Bobby Cox
- Tom Glavine
- Chipper Jones
- Greg Maddux
- Eddie Mathews
- Fred McGriff
- Phil Niekro
- Gaylord Perry
- John Schuerholz
- John Smoltz
- Bruce Sutter
- Joe Torre
- Hoyt Wilhelm

#### Numéros retirés

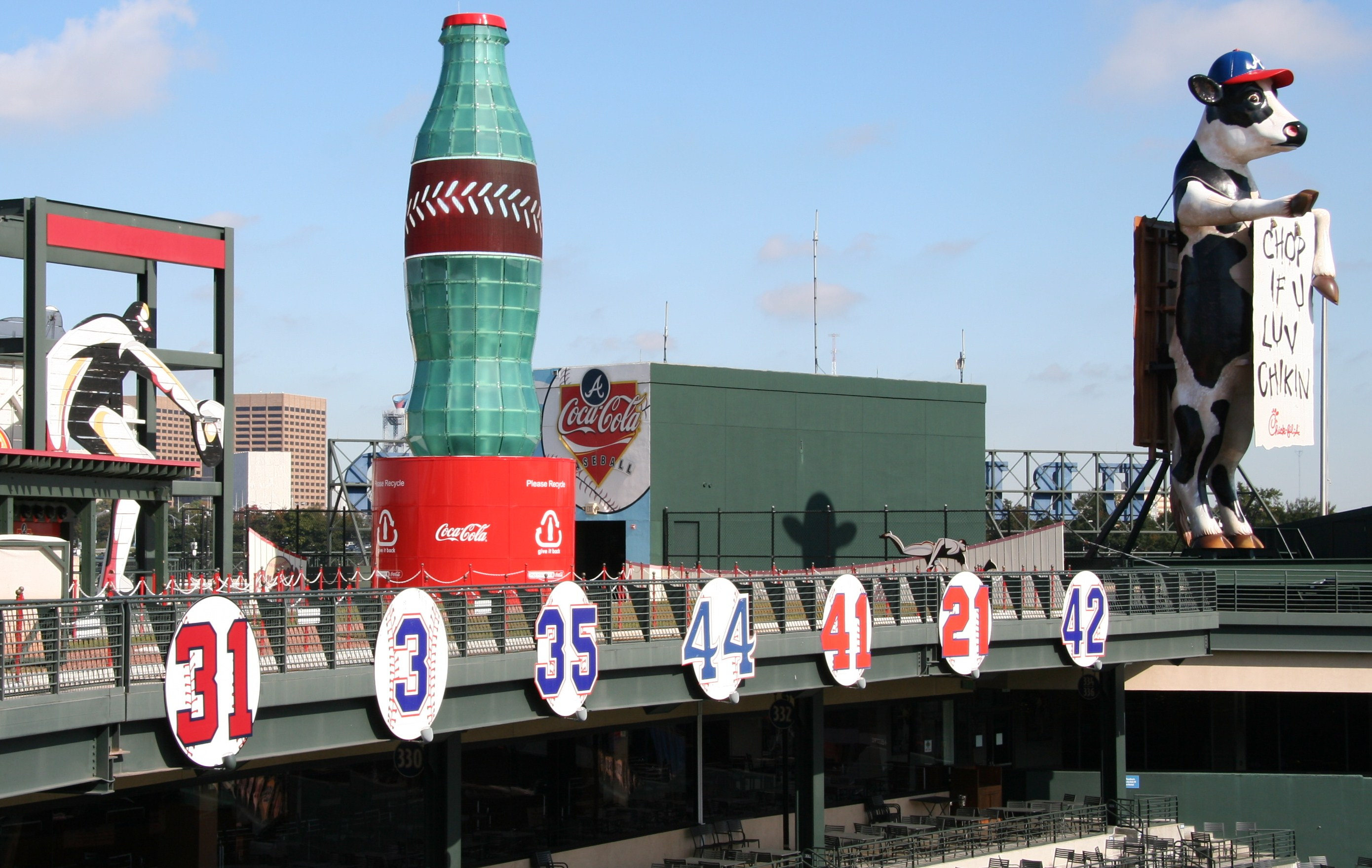
Stade de baseball Turner Field où jouent les Braves

- 3 Dale Murphy, champ extérieur, Atlanta 1976-90
- 6 Bobby Cox, gérant, Atlanta 1978-81, 1990-2010
- 10 Chipper Jones, 3e base, Atlanta 1993, 1995-2012
- 21 Warren Spahn, lanceur, Boston 1942-52, Milwaukee 1953-64
- 25 Andruw Jones, champ extérieur, Atlanta 1996-2007
- 29 John Smoltz, lanceur, Atlanta 1988-99, 2001-08
- 31 Greg Maddux, lanceur, Atlanta 1993-2003
- 35 Phil Niekro, lanceur, Milwaukee 1964-65, Atlanta 1966-83, 1987
- 41 Eddie Mathews, 3e base, Boston 1952, Milwaukee 1953-65, Atlanta 1966 ; Coach 1971-72; Manager 1972-74
- 42 Jackie Robinson, retiré par la MLB
- 44 Hank Aaron, champ extérieur, Milwaukee 1954-65, Atlanta 1966-74
- 47 Tom Glavine, lanceur, Atlanta 1987-2002, 2008

#### Autres trophées et honneurs

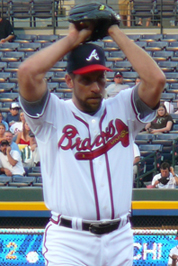
John Smoltz

| - MVP de la saison (depuis 1911) : - Johnny Evers (1914) - Bob Elliott (1947) - Hank Aaron (1957) - Dale Murphy (1982 et 1983) - Terry Pendleton (1991) - Chipper Jones (1999) - Freddie Freeman (2020) - Ronald Acuña Jr. (2023) - Trophée Cy Young (depuis 1956) : - Warren Spahn (1957) - Tom Glavine (1991 et 1998) - Greg Maddux (1993, 1994 et 1995) - John Smoltz (1996) - Manager de l'année (depuis 1983) : - Bobby Cox (1991, 2004 et 2005) - Brian Snitker (2018) |  | - Prix Hank Aaron (depuis 1999) : - Andruw Jones (2005) - Prix Roberto Clemente (depuis 1971) : - Phil Niekro (1980) - Dale Murphy (1988) - John Smoltz (2005) - Recrue de l'année (depuis 1947) : - Alvin Dark (1948) - Sam Jethroe (1950) - Earl Williams (1971) - Bob Horner (1978), David Justice (1990) - Rafael Furcal (2000) - Ronald Acuña Jr. (2018) - Michael Harris II (en) (2022) - Prix Trevor Hoffman (depuis 2014) : - Craig Kimbrel (2014) |

## Affiliations enligues mineures
| Niveau | Franchise              | Ligue                   | Ville         | État                   | Affilié depuis |
| ------ | ---------------------- | ----------------------- | ------------- | ---------------------- | -------------- |
| AAA    | Stripers de Gwinnett   | Ligue internationale    | Lawrenceville | Géorgie                | 2009           |
| AA     | Braves du Mississippi  | Southern League         | Pearl         | Mississippi            | 2005           |
| A+     | Braves de Rome         | South Atlantic League   | Rome          | Géorgie                | 2003           |
| A-     | GreenJackets d'Augusta | Carolina League         | North Augusta | Caroline du Sud        | 2021           |
| Rookie | FCL Braves             | Florida Complex League  | North Port    | Floride                | 1966           |
| Rookie | DSL Braves             | Dominican Summer League | Boca Chica    | République dominicaine | 1989           |